# Kreis Mór
Mór (ungarisch Móri járás) ist ein Kreis im Nordwesten des mittelungarischen Komitats Fejér. Er grenzt im Nordwesten und Nordosten an das Komitat Komárom-Esztergom und im Südwesten an das Komitat Veszprém. Intern bilden die Kreise Bicske, Gárdony und Dunaújváros die Grenzen.

## Geschichte
Der Kreis entstand im Zuge der ungarischen Verwaltungsreform Anfang 2013 als Nachfolger des Kleingebiets Mór (ungarisch Móri kistérség) mit 12 der 13 Gemeinden. Eine Gemeinde wechselte in den Kreis Székesfehérvár, kam aber zum Jahresanfang 2015 wieder zurück in die Ursprungsregion, so dass sich die Gemeindezahl wieder auf die ursprüngliche Anzahl einstellte.

## Gemeindeübersicht
Der Kreis Mór hat eine durchschnittliche Gemeindegröße von 2.605 Einwohnern auf einer Fläche von 32,12 Quadratkilometern. Die Bevölkerungsdichte des Kreises liegt geringfügig unter der des gesamten Komitats. Verwaltungssitz ist die größte Stadt Martonvásár, im Zentrum des Kreises gelegen.
| Gemeinde       | Status   | Herkunft Kreis, Kleingebiet | Einwohnerzahl | Einwohnerzahl | Einwohnerzahl | Fläche (km²) | Bevölkerungs- dichte (Ew./km²) |
| Gemeinde       | Status   | Herkunft Kreis, Kleingebiet | 01.10.2011    | 01.01.2013    | 01.01.2016    | 01.01.2016   | Bevölkerungs- dichte (Ew./km²) |
| -------------- | -------- | --------------------------- | ------------- | ------------- | ------------- | ------------ | ------------------------------ |
| Bakonycsernye  | Gemeinde | Mór                         | 3.053         | 3.043         | 2.952         | 38,13        | 77,4                           |
| Balinka        | Gemeinde | Mór                         | 925           | 903           | 902           | 18,62        | 48,4                           |
| Bodajk         | Stadt    | Mór                         | 4.219         | 4.110         | 4.015         | 28,98        | 138,5                          |
| Csákberény     | Gemeinde | Mór                         | 1.201         | 1.171         | 1.149         | 41,37        | 27,8                           |
| Csókakő        | Gemeinde | Mór                         | 1.326         | 1.338         | 1.367         | 10,92        | 125,2                          |
| Fehérvárcsurgó | Gemeinde | Mór                         | 1.947         | 1.955         | 1.891         | 29,64        | 63,8                           |
| Isztimér       | Gemeinde | Mór                         | 990           | 997           | 957           | 53,88        | 17,8                           |
| Kincsesbánya   | Gemeinde | Mór                         | 1.556         | 1.481         | 1.442         | 10,87        | 132,7                          |
| Magyaralmás    | Gemeinde | Kreis Székesfehérvár Mór    | 1.556         | 1.539         | 1.539         | 22,42        | 68,6                           |
| Mór            | Stadt    | Mór                         | 14.272        | 14.357        | 14.010        | 108,61       | 129,0                          |
| Nagyveleg      | Gemeinde | Mór                         | 640           | 647           | 650           | 13,17        | 49,4                           |
| Pusztavám      | Gemeinde | Mór                         | 2.441         | 2.449         | 2.470         | 34,69        | 71,2                           |
| Söréd          | Gemeinde | Mór                         | 500           | 506           | 517           | 6,25         | 82,7                           |
| Kreis Mór      |          |                             | 33.0701       | 32.9571       | 33.861        | 417,55       | 81,1                           |

1 ohne die Gemeinde Magyaralmás